# Аріяну Суассуна
Аріяну Вілар Суассуна (порт. Ariano Vilar Suassuna; нар. 16 червня 1927, Жуан-Пессоа — пом. 23 липня 2014 , Ресіфі) —  бразильський письменник і драматург, учасник літературного руху Movimento Armorial. Відомий як засновник студентського театру при Університеті Пернамбуку, вважається одним з найбільш значних сучасних драматургів Бразилії. З 1990 року і до своєї смерті обіймав крісло академіка № 32 в Бразильській академії літератури.

## Біографія
Народився в родині політика, убитого під час революції 1930 року в Бразилії через його діяльність, коли Аріану був ще дитиною. З 1933 по 1937 рік жив в Тапероа, з 1942 року - в Ресіфі, де в 1945 році закінчив середню школу і вступив на юридичний факультет Університету Пернамбуку, де, цікавлячись театром з дитинства, в 1957 році написав свою першу п'єсу, а в 1948 році заснував Студентський театр. Закінчив університет в 1950 році, але через хворобу легенів був змушений переїхати в Тапероа до 1952 року, де також займався написанням п'єс. До 1956 року працював юристом, продовжуючи заняття драматургією у вільний час, після чого вирішив стати професором естетики. У 1959 році став одним із засновників театру Teatro Popular do Nordeste, але в 1960-х роках відійшов від драматургії, зайнявшись викладацькою роботою і захистивши в 1976 році докторську дисертацію про культуру північного сходу Бразилії. Пішов у відставку з посади професора в 1994 році, наступні чотири роки займаючи посаду міністра культури штату Пернамбуку.
У період 1950-1970-х років написав також кілька новел і один роман, а також ряд робіт з історії та культури північного сходу Бразилії.